# 葉亹
葉亹（1477年—？），字世黽，福建漳州府漳浦縣（今福建省漳州市诏安县）人，民籍，明朝政治人物。

## 生平
正德十四年（1519年）己卯科福建鄉試第十一名舉人。正德十六年（1521年）聯捷三甲第七十四名進士。

## 家族
曾祖葉原中；祖父葉孟隆；父葉載，曾任七品敬官。母周氏。永感下。